# Guillaume Desazars
Guillaume Desazars de Montgailhard, né le 5 novembre 1754 à Toulouse et mort le 14 novembre 1831 à Toulouse, est un magistrat et homme politique français des XVIIIe et XIXe siècles.

## Biographie
Élève au collège de Juilly, Guillaume Joseph Jean François Desazars de Montgailhard commence une carrière d'avocat au parlement de Toulouse en 1782. Lors de la Révolution française, il occupe les fonctions d'administrateur du district, puis de président du tribunal civil de Villefranche-de-Lauragais (7 octobre 1792). D'une famille anoblie en 1753, la terreur révolutionnaire l'oblige à se réfugier quelque temps dans l'armée des Pyrénées-Orientales, auprès du général Dugommier. Puis il trouve un abri plus sûr dans les montagnes des Corbières (département de l'Aude).
Il reprend son siège de président à Villefranche le 27 vendémiaire an IV, devient président du Tribunal d'appel de Toulouse et premier président de la cour d'appel de Toulouse le 1er juin 1804. En 1811, il est le premier président de la Cour impériale, installée par le sénateur Jean-Nicolas Démeunier.
Lorsque l'Académie des Jeux floraux se réunit à nouveau sous l'Empire, il est l'un des premiers appelés à en faire partie : il y occupe le 34e fauteuil le 23 février 1806, neuf jours après son élection. On trouve au recueil son éloge de Bernard-André de Miramont en 1807 et ses réponses aux remerciements d'Alphonse d'Ayguesvives (1825) et de Simon-Armand Larrouy (1827).
Officier de la Légion d'honneur, trésorier de la 10e cohorte, il est fait baron de l'Empire par lettres patentes du 22 octobre 1810.
Il conserve ses fonctions de premier président durant la première Restauration puis durant les Cent-Jours. Ce n'est qu'au second retour des Bourbons, en 1815, qu'il est remplacé par Hocquart, avec le titre de premier président honoraire.
Il meurt le 14 novembre 1831. Ducos[Lequel ?] prononce son éloge le 27 mars 1833.

## Généalogie
Guillaume Desazars était le fils ainé de noble Jean-François Desazars (4 octobre 1712 - † 20 mars 1790), seigneur de Montgailhard, premier consul de la Bourse de Toulouse, capitoul en 1753, et de Jeanne-Marie de Peytieu (1729 - 8 juillet 1789).
Guillaume épouse Marie-Rose-Charlotte Pietro de Lombardi, d'où :
- Jean Guillaume Prosper (9 février 1796 † 27 janvier 1863 - Paris), baron Desazars de Montgailhard, officier de cavalerie, marié en 1846 avec Aimée Adélaïde Louise du Pressoir ( † 16 janvier 1851 - Paris), dont :
  - Marie Blanche (née le 20 mars 1847), marié, le 14 novembre 1866, avec Adrien Davy de Virville ( † 1er août 1885), capitaine de cavalerie, dont postérité[5] :
  - Aimée Fernande Louise (7 juin 1851 † 30 novembre 1877), mariée, en mai 1870 à Alexandre de Paul de Patras de Campaigno, dont postérité ;
- Jacques François Léon (4 juin 1800 † 16 février 1869 - Avignonet), baron Desazars de Montgailhard (confirmé dans son titre de baron par décret du 20 janvier 1864), chevalier de la Légion d'honneur, marié, le 26 mai 1836, avec Yolande Marie Jeanne Eudoxie d'Holier, dont :
  - Marie-Louis Desazars de Montgailhard (16 mai 1837 - Toulouse † 1927), baron Desazars de Montgailhard, magistrat, chevalier de l'ordre de Charles III d'Espagne, marié, le 26 novembre 1872, avec Maria Alexandrine -Telcide-Augustine Duplan, dont :
    - Charles-Marie-Guillaume dit Guy Desazars de Montgailhard (né le 13 octobre 1873), maître ès jeux floraux ;

  - Louise (ou Léonie) Prospérine Marie (14 juillet 1840 † 24 juillet 1901 - Toulouse), mariée, le 28 juin 1869, à Jean-Marie-Edouard-Paul de Raynal ( † 8 mai 1881, dont postérité, et en 2e noces à puis, mariée avec Frédéric de Laparre de Saint-Sernin (1826-1905), comte romain, officier des zouaves pontificaux, dont postérité ;
- Clément Roger Eugène (29 août 1804 - Toulouse † 24 avril 1879 - Bagnères-de-Bigorre), auteur de la branche cadette, marié, le 21 février 1841 à Bagnères de Bigorre, avec Émilie Anne Raphaëlle de Lugo, dont :
  - Auguste-Marie-Jules (31 mai 1842 - Toulouse † 30 mai 1871 - Cognac (Charente)), magistrat, marié, le 27 avril 1868 au château de Saint-Brice (Charente), avec Marie-Louise Thérèse de Brémond d'Ars (1851 † 1er mars 1906 - La Barre), dont :
    - Roger-Marie-Guillaume-Jacques (né le 12 juin 1869), capitaine commandant au 10e chasseur, marié à sa cousine issue de germaine, Blanche de Patras de Compagno (née en 1875), dont :
      - Louise (née le 20 mai 1895) ;
      - Jean (né le 6 mai 1897) ;

    - Laure-Marie-Emilie-Olympe-Andrée (née le 27 octobre 1870, mariée à Jean, marquis de Goullard d'Arsay ;

  - Marie (née le 9 octobre 1847 - Toulouse).

## Armes
| Figure | Blasonnement |
| ------ | --- |
|        | Armes de la famille Desazars de Montgailhard sous l'Ancien Régime, Capitoul de Toulouse en 1753, D'azur à la croix d'argent (ontrouve également d'or) cantonnée de quatre dés du même, portant tous quatre le point un de sable. , Armes parlantes (Dés+hasard = Desazars). |
|        | Armes du Baron de Montgailhard et de l'Empire (lettres patentes du 22 octobre 1810) Coupé, le I parti d'azur à un roc d'argent et du quartier des Barons Présidents ou Procureurs généraux en Cour impériale ; au II d'or à un navire de sable voguant sur une mer de sinople ; sur-le-tout d'azur à la croix d'or cantonnée de quatre dés d'argent, portant tous quatre le point un,. Armes parlantes (Dés+hasard = Desazars). |